# Übergangsregierung des Irak
Die Irakische Übergangsregierung wurde am 28. Juni 2004 durch den Leiter der US-Zivilverwaltung Paul Bremer offiziell eingesetzt. Am 28. Mai und 1. Juni 2004 einigten sich der Irakische Regierungsrat, der UNO-Sondergesandte Lakhdar Brahimi und die US-Zivilverwaltung unter Paul Bremer über das Staatspräsidium und die Interimsregierung, die am 28. Juni die Macht im Irak übernommen hat:
- Staatspräsident: Ghazi al-Yawar (Sunnit)
- Vize-Präsident: Ibrahim al-Dschafari (Schiit)
- Vize-Präsident: Rodsch Nuri Schawais (Kurde)

- Ministerpräsident: Iyad Allawi (Schiit)
- Vize-Ministerpräsident: Barham Salih (Kurde)

Die Ministerliste umfasst 28 Fachminister, unter anderem:
- Auswärtiges: Hoshyar Zebari (Kurde)
- Erdöl: Thamir Abbas Ghadban
- Inneres: Falah Hasan an-Naqib
- Finanzen: Adil Abd al-Mahdi
- Planung: Mahdi al-Hafiz

Außerdem gab es drei Minister ohne Ressort. Sie repräsentiert etwa den ethnischen Proporz zwischen Schiiten, Sunniten und Kurden. Zehn Minister gehörten bereits dem letzten Kabinett an, fünf sind Frauen, sechs blieben im bisherigen Amt. Die meisten Minister gehörten dem bisherigen Regierungsrat an, der sich nun auflöste.
Am 6. Juni 2004 einigten sich Übergangsregierung und die USA über ihre militärische Zusammenarbeit, einen zeitlich befristeter Verbleib der ausländischen Truppen, und bereiteten den Weg für die neue Irak-Resolution Nr. 1546, die der UNO-Sicherheitsrat am 8. Juni einstimmig beschloss.
Mit diesen Entscheidungen trat jedoch keineswegs „politischer Alltag“ ein. Die Extremisten verübten noch am 1. Juni Attentate, und die neuen Minister hatten wenig Zeit zur politischen Profilierung. Sie mussten in einer instabilen Situation und ohne ausreichende Unterlagen die Wahlen für den Dezember (bzw. spätestens Januar 2005) vorbereiten. Im Juli stand ihnen eine Vertrauensabstimmung vor einer rund 60-köpfigen Nationalversammlung bevor. Diese wurde vom UN-Sonderbotschafter Lakhdar Brahimi in zahllosen Kontakten zu politischen und religiösen Gruppierungen nach dem Muster der afghanischen Loja Dchirga aufgebaut.
Die Übergangsregierung regierte bis Anfang 2005. Am 30. Januar 2005 fanden die ersten freien Wahlen seit Saddam Hussein im Irak statt, und im Mai 2005 wurde die neue Irakische Regierung vereidigt.